# 基隆市消防局
基隆市消防局，是基隆市政府所屬一級機關。

## 沿革
1998年7月，基隆市消防局成立，基隆市警察局消防警察隊裁撤移撥消防局。
2017年8月22日，基隆市市長林右昌宣布，於本年7月基隆市消防局副局長陳龍輝接任局長，基隆市消防局火災調查科科長翁藝瑛接任副局長；翁藝瑛是基隆市消防局首位女性副局長。

## 歷任首長
| 任 別 | 姓 名  | 任職期間                    | 備註                                                                                         |
| ----- | ------ | --------------------------- | -------------------------------------------------------------------------------------------- |
| 1     | 張世欽 | 1998年7月1日－2000年11月    | 中央警官學校39期消防學系 原任基隆市警察局消防警察隊隊長 2000年因象神颱風延誤救援，降調大隊長 |
| 2     | 唐鎮宇 | 2000年11月－2017年7月16日   | 原任基隆市消防局大隊長 屆齡退休                                                              |
| 3     | 陳龍輝 | 2017年7月17日－2023年4月    | 中央警察大學51期消防學系 原任基隆市消防局副局長 屆齡退休                                     |
| 4     | 向永財 | 2023年4月12日-2024年2月17日 | 原任基隆市消防局大隊長                                                                       |
| 代理  | 翁藝瑛 | 2024年2月18日-2024年2月23日 | 原基隆市消防局副局長暫代職務                                                                 |
| 5     | 游家懿 | 2024年2月23日-現任          | 原台北市消防局副局長                                                                         |

## 組織架構

### 局內單位
- 火災預防科
- 災害搶救科
- 災害管理科
- 火災調查科
- 緊急救護科
- 救災救護指揮科
- 督察科
- 人事室
- 政風室
- 會計室
- 行政科
- 保養場

### 直屬大隊
有2個救災救護大隊，下轄9個分隊。
- 第一救災救護大隊，隊部設於中正區
  - 仁愛分隊
  - 中正分隊
  - 信義分隊
  - 信二分隊

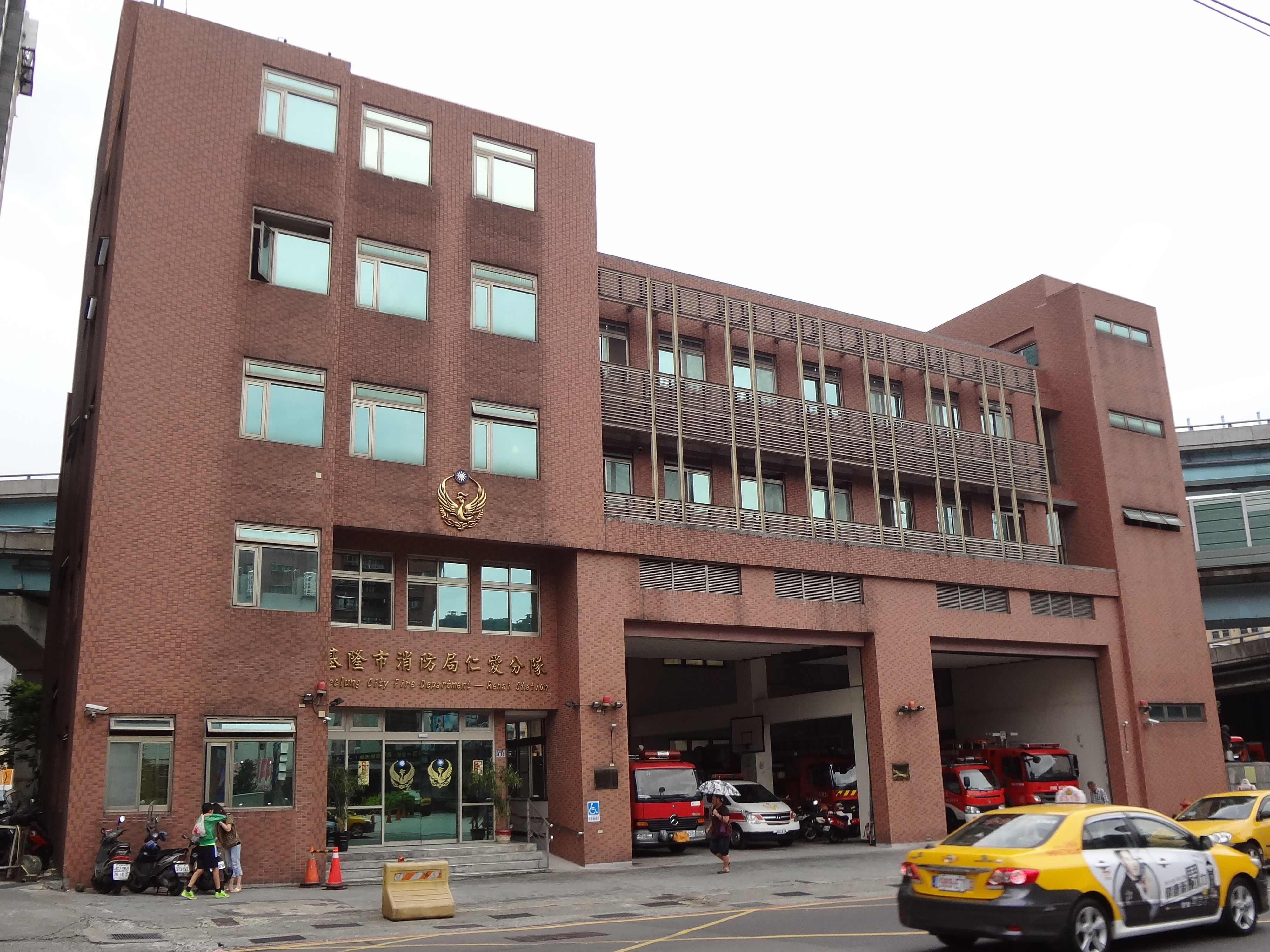
仁愛分隊
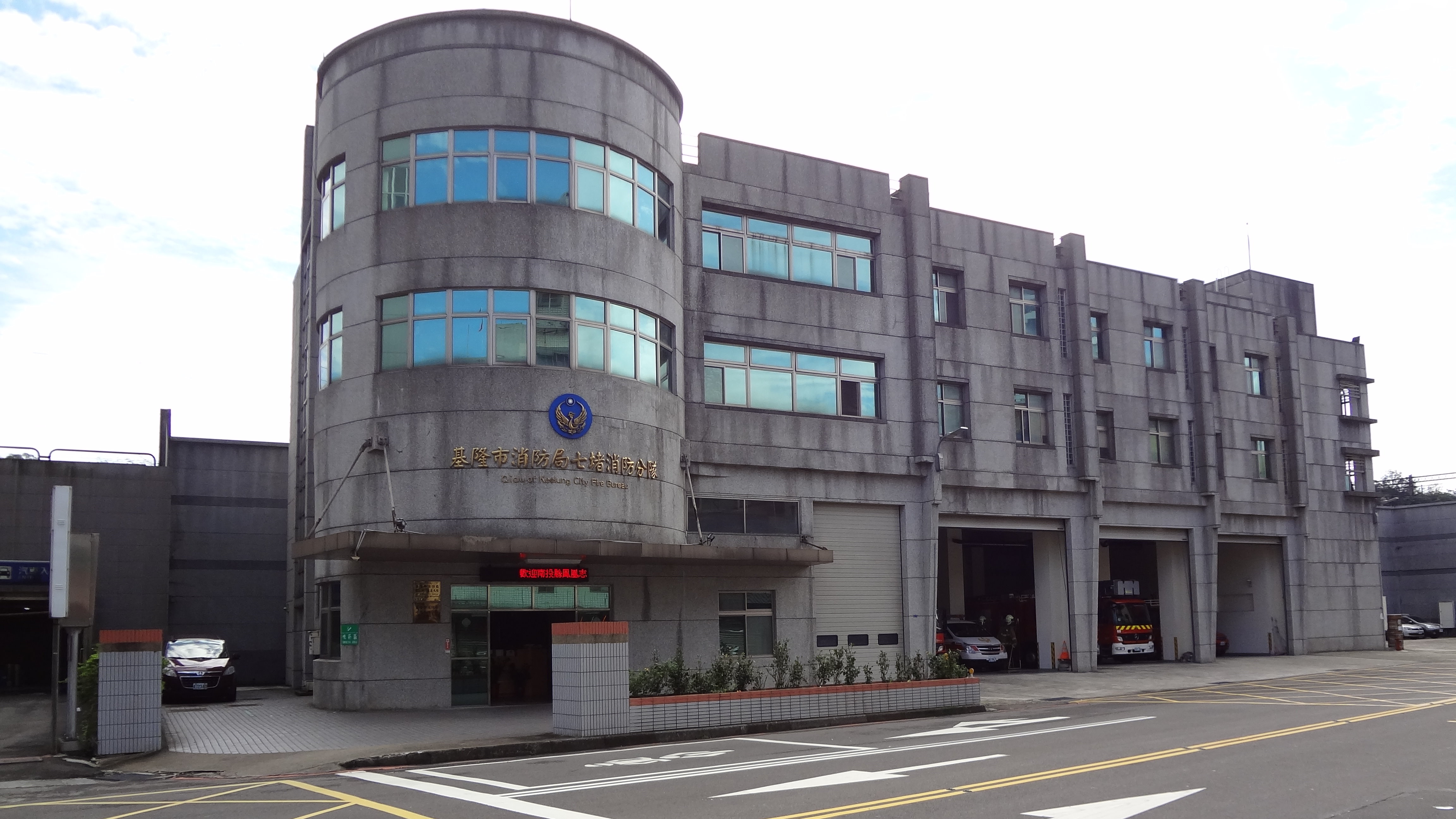
第二救災救護大隊，隊部設於七堵區
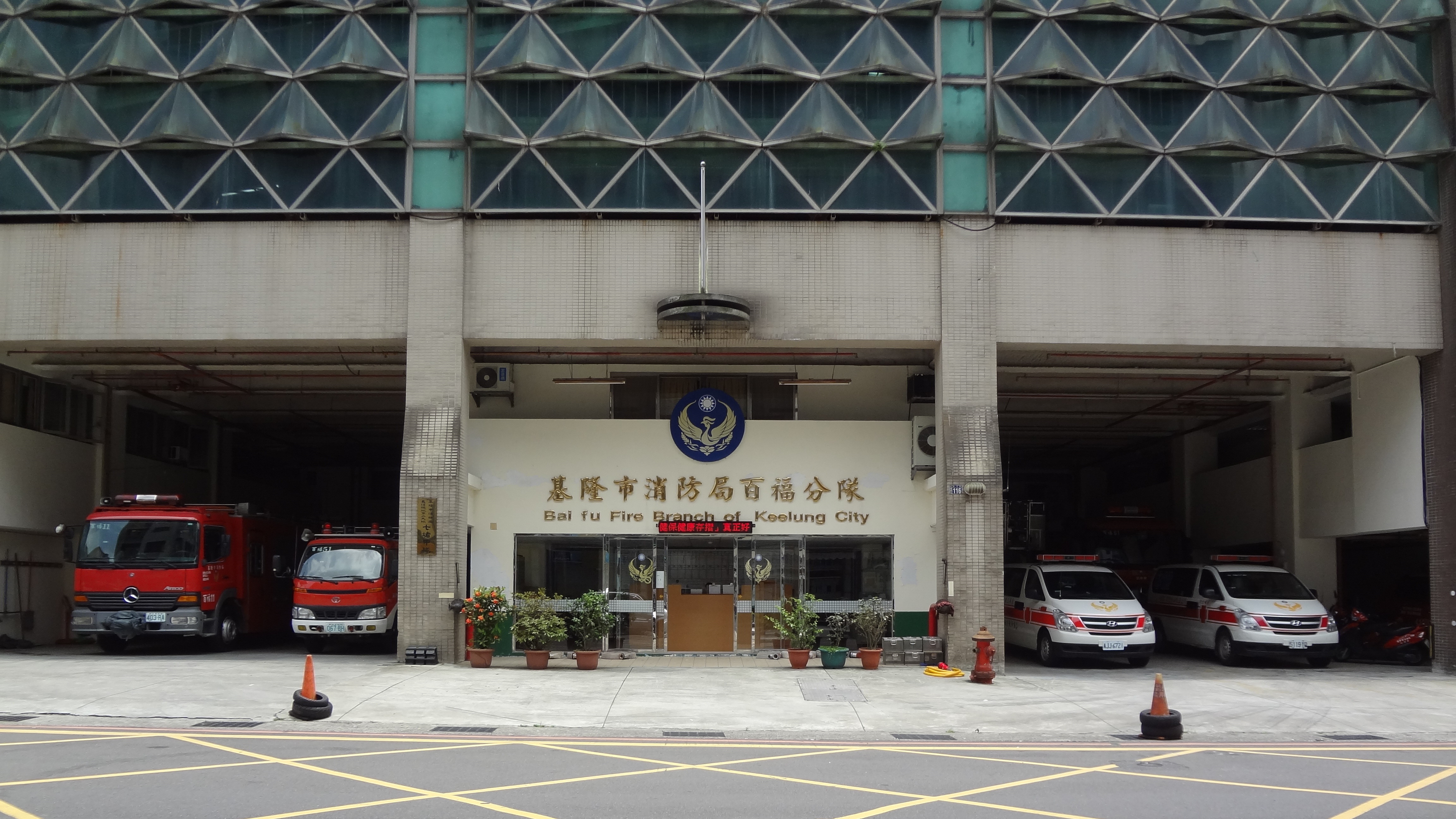
百福分隊
  - 安樂分隊
  - 中山分隊
  - 七堵分隊
  - 暖暖分隊
  - 百福分隊

- 仁愛分隊
- 七堵分隊
- 百福分隊

## 外部連結
- 基隆市消防局 （页面存档备份，存于）（中文）（英文）
- YouTube上的基隆市消防局頻道